# Троицкий мост (Челябинск)
Троицкий мост — автодорожный мост через реку Миасс в Челябинске. Является самым старым городским мостом.

## Расположение
Расположен в створе улицы Кирова, соединяя её с улицей Труда. Рядом с мостом расположены Исторический музей Южного Урала, Челябинский цирк, Челябинский театр оперы и балета имени М. И. Глинки, Зал органной и камерной музыки «Родина».

## Название
Первоначально мост назывался Уфимским, по названию улицы Уфимской. В советское время мост был переименован в Кировский вследствие переименования улицы Уфимской в Кирова. В 2007 году мост переименовали в Троицкий по предложению местного духовенства — новое название отсылает к Свято-Троицкой церкви, расположенной севернее от моста по улице Кирова.

## История
Впервые был построен в качестве переправы, соединившей Челябинскую крепость, располагавшейся на правом берегу р. Миасс, и Зареченскую слободу (Заречье), расположившейся на левом берегу р. Миасс, напротив Челябинской крепости. К началу XX века это был деревянный мост на ряжевых опорах. В 1914 году рассматривался вопрос постройки нового железобетонного моста, но реализована эта идея была уже после революции, в 1924 году. В конце 1930-х по мосту была проложена трамвайная линия. В советское время был реконструирован единожды, в 1964 году (по другим данным — в 1969).
На 2004 год была запланирована реконструкция моста, был возведён временный пешеходный мост, обсуждалось оборудование временного разворотного кольца для трамваев у кинотеатра «Родина». Тем не менее, мост был закрыт на реконструкцию только в 2007 году, с 5 февраля до 19 ноября 2007 года. Ко дню города Челябинска в 2022 году был оснащён архитектурной подсветкой. На лето 2025 года запланирована реконструкция трамвайных путей, проложенных по Троицкому мосту.

## Галерея

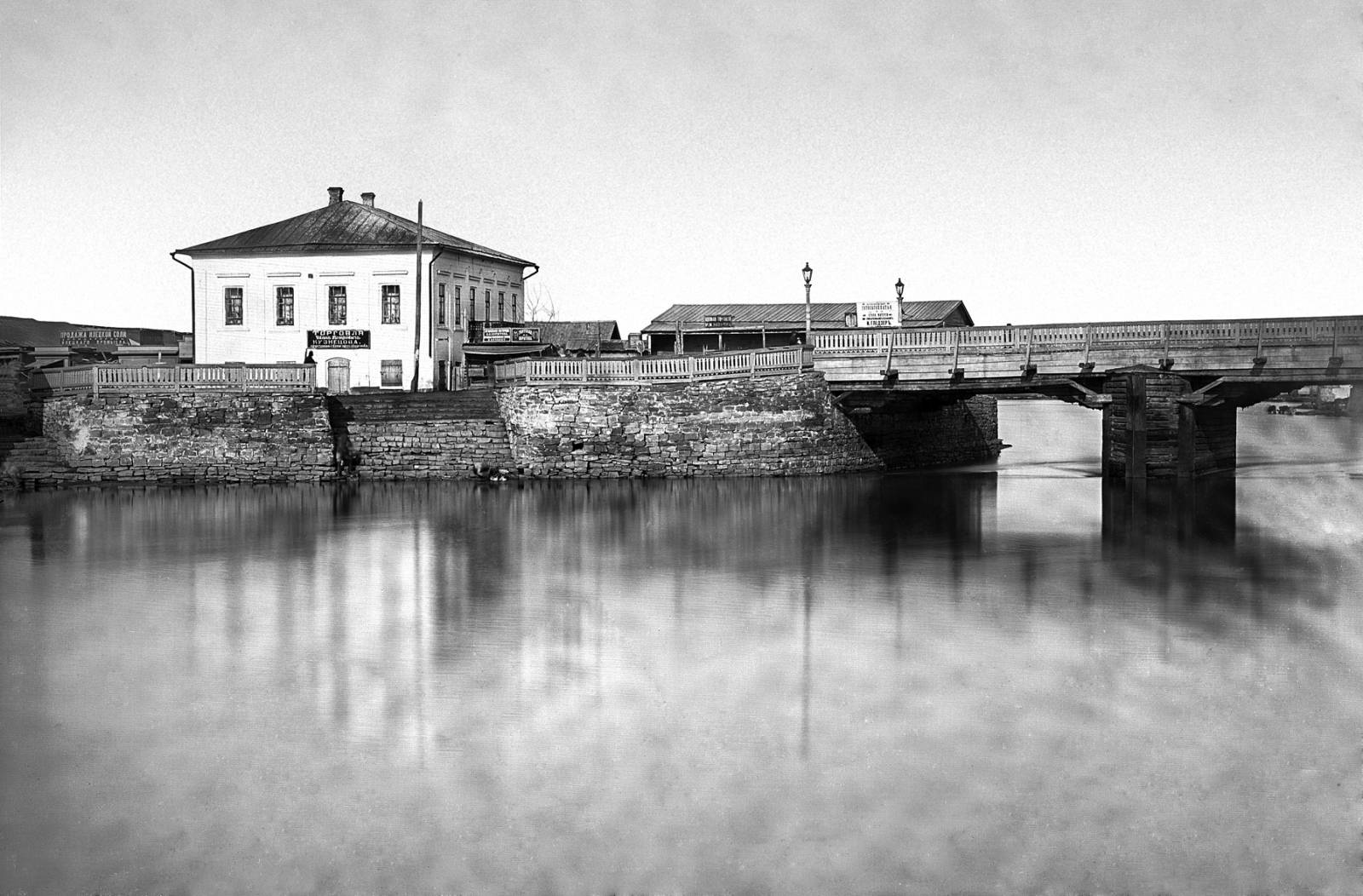
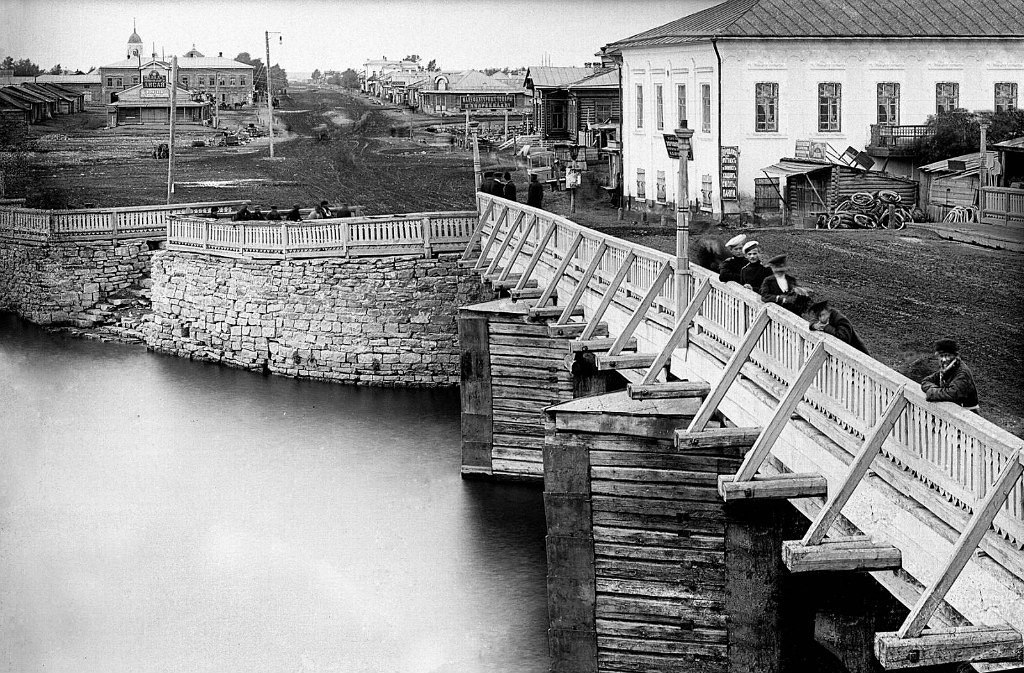
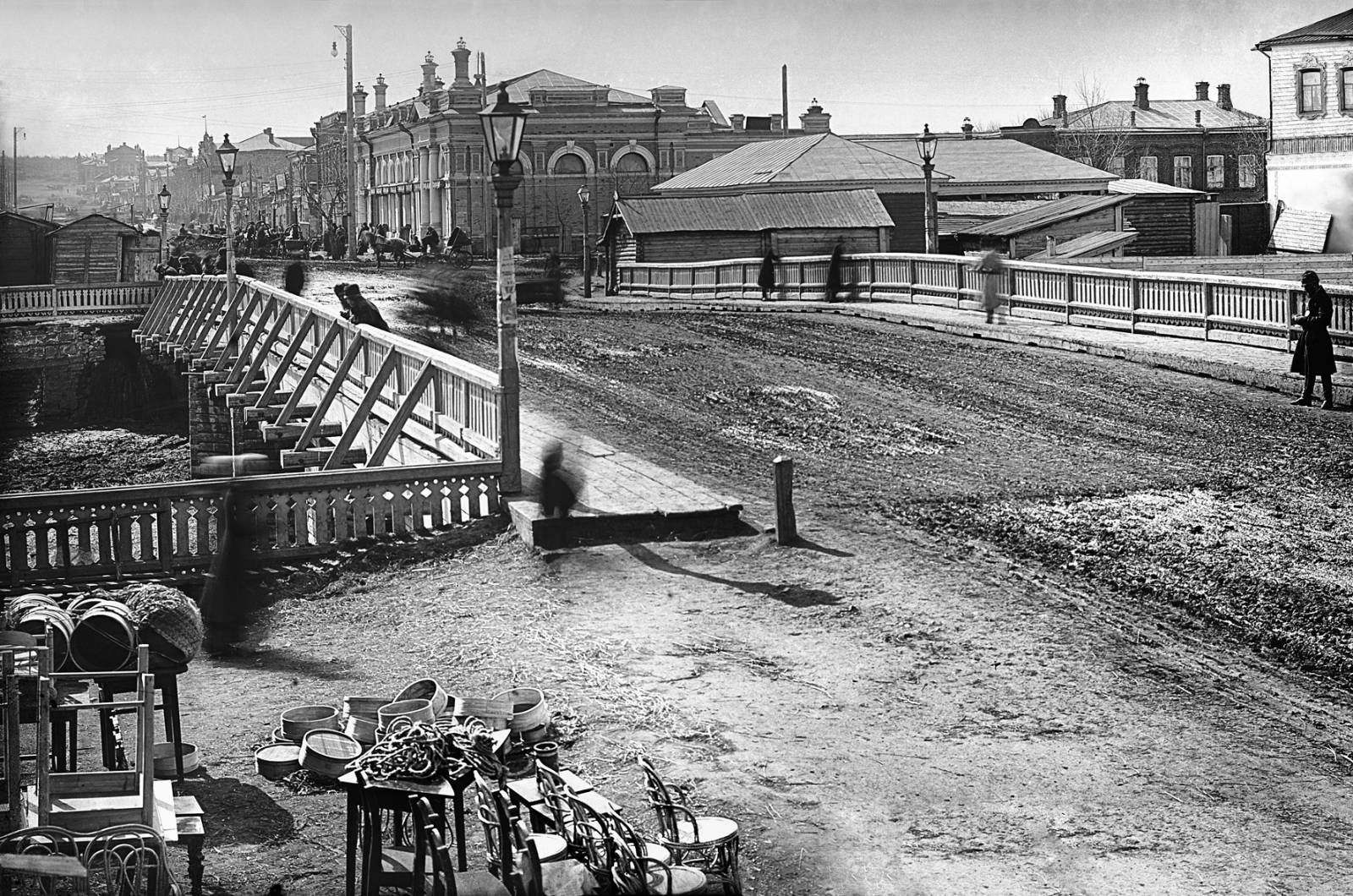
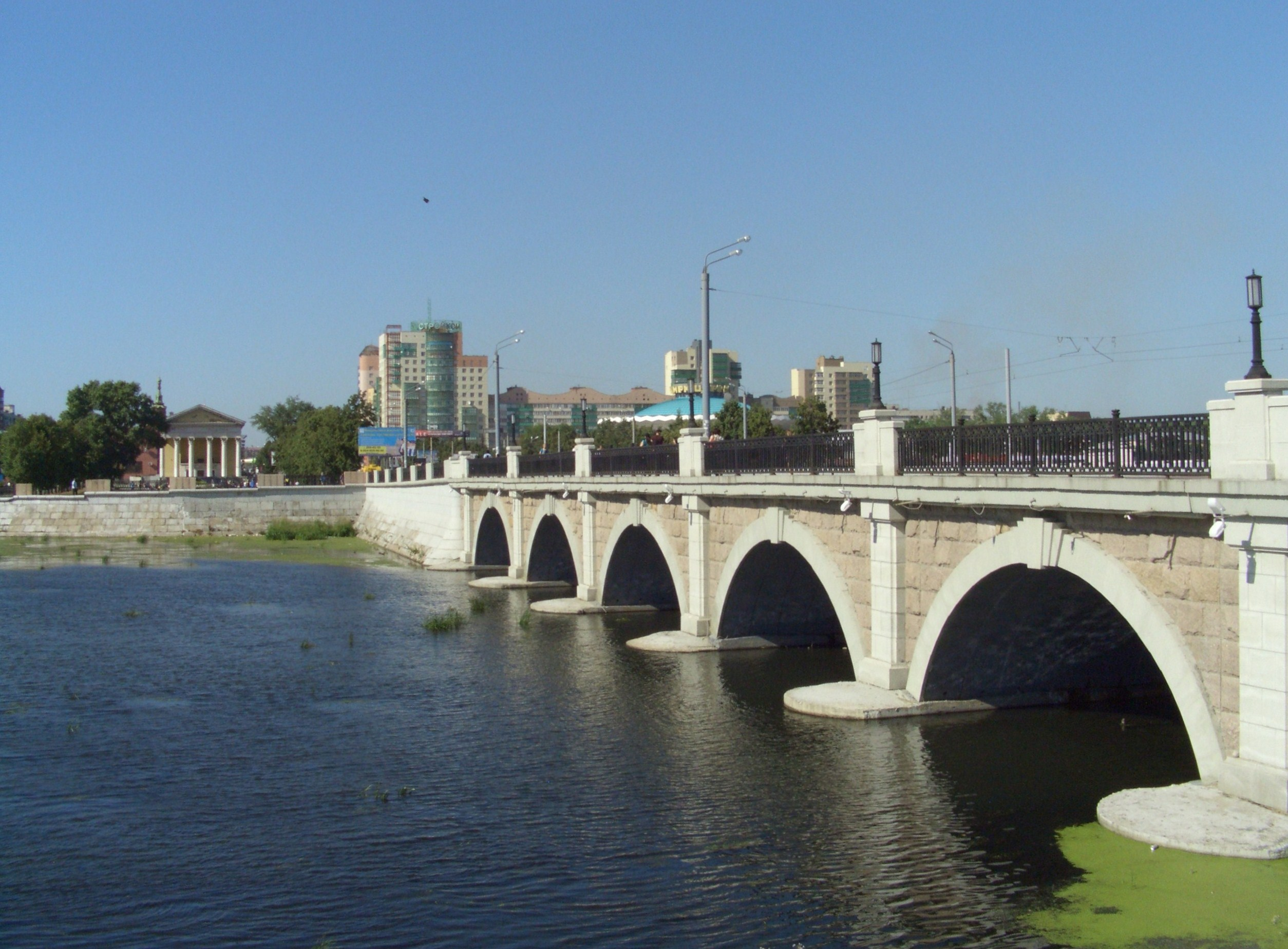
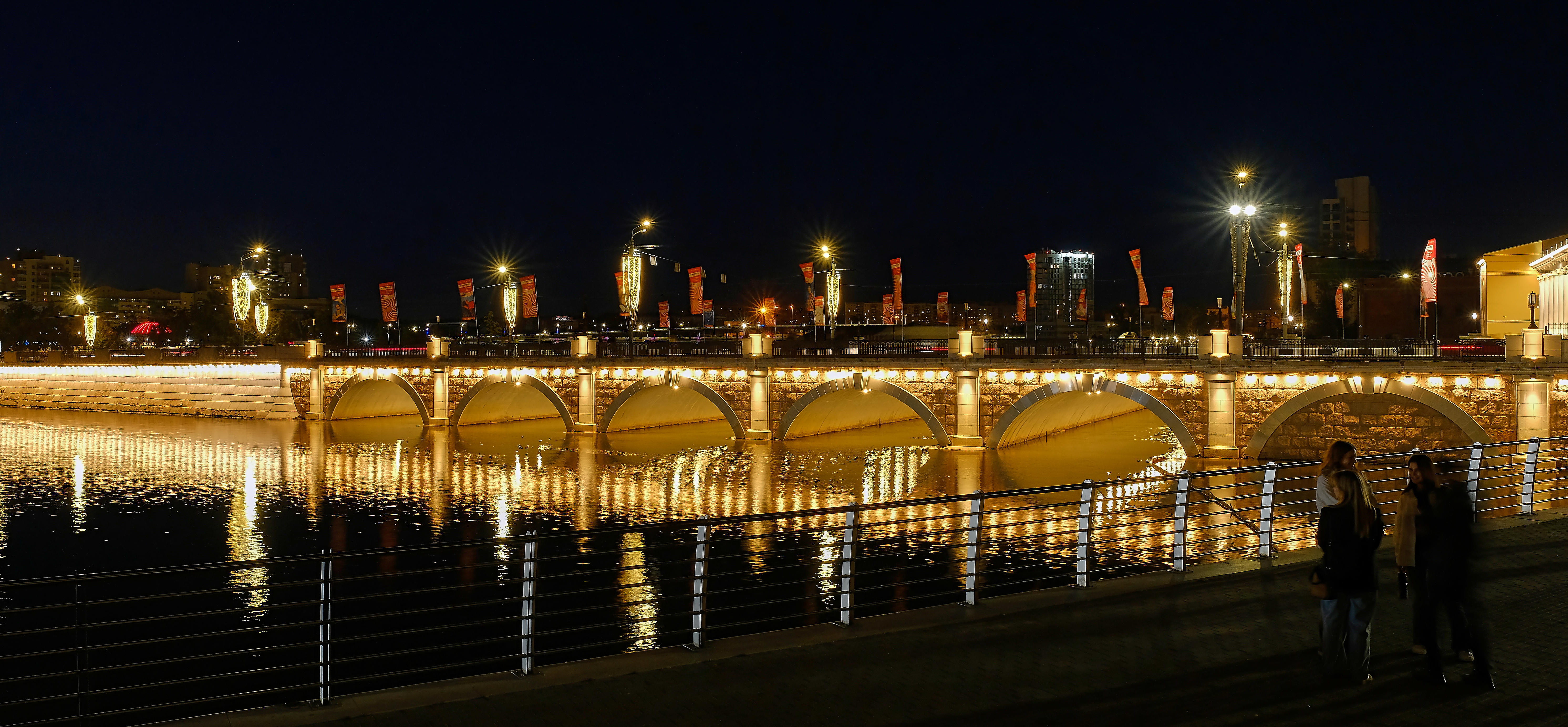
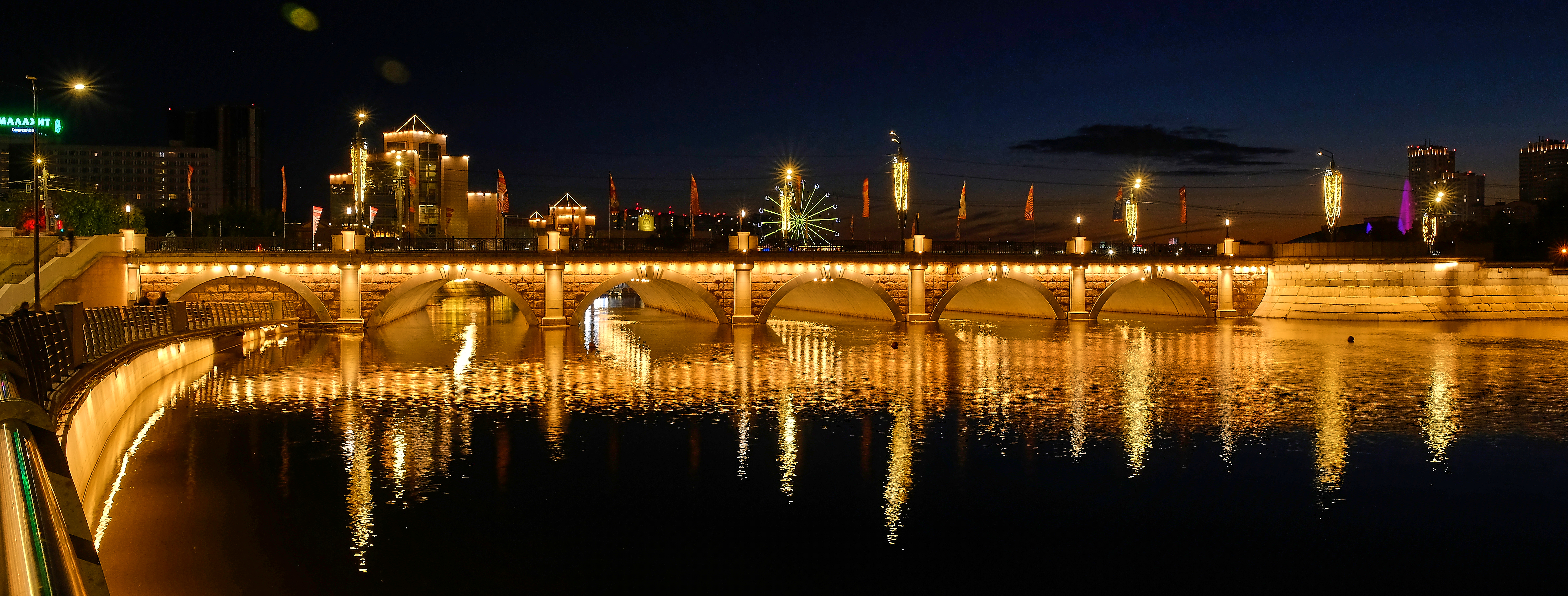
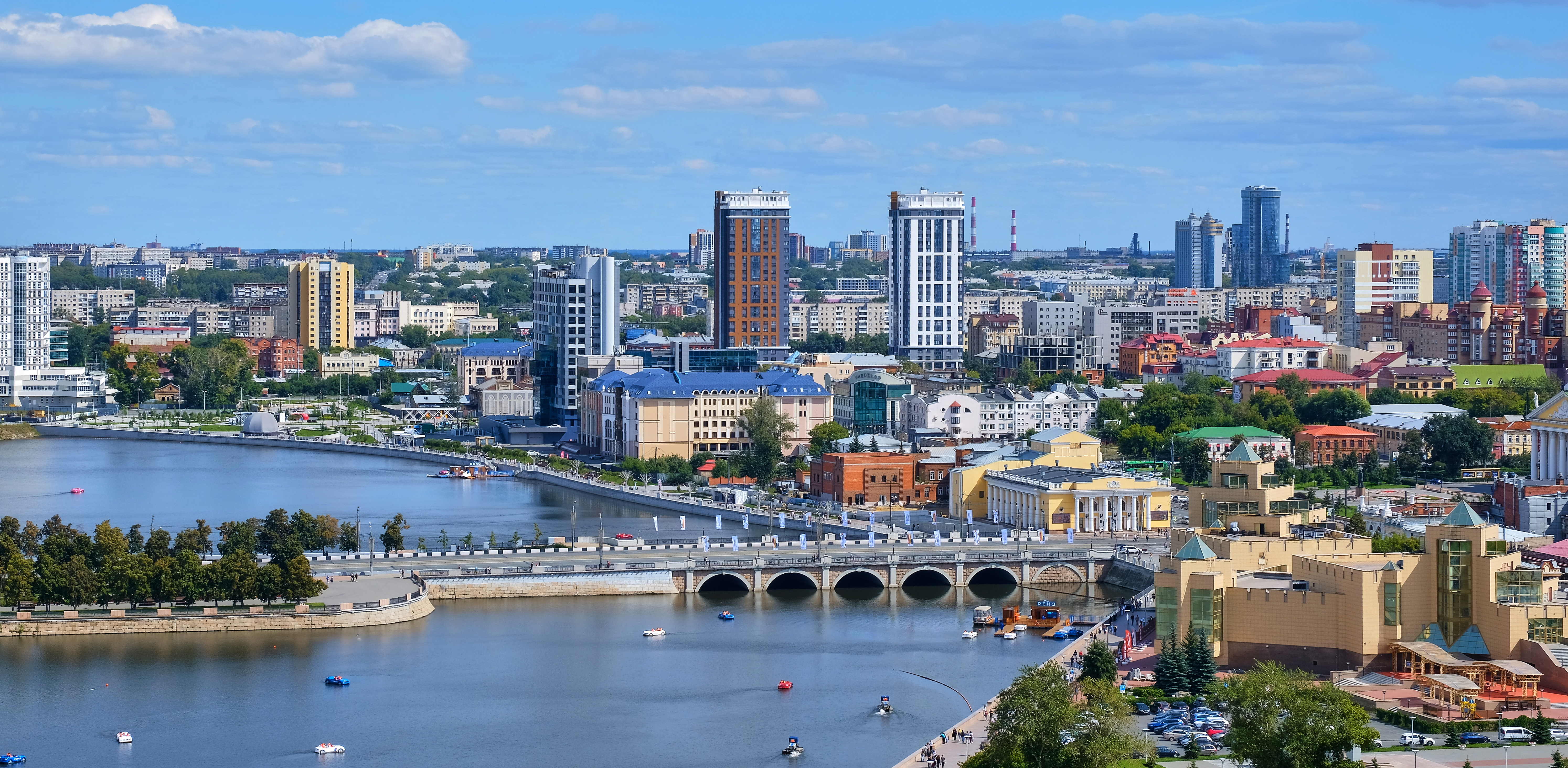
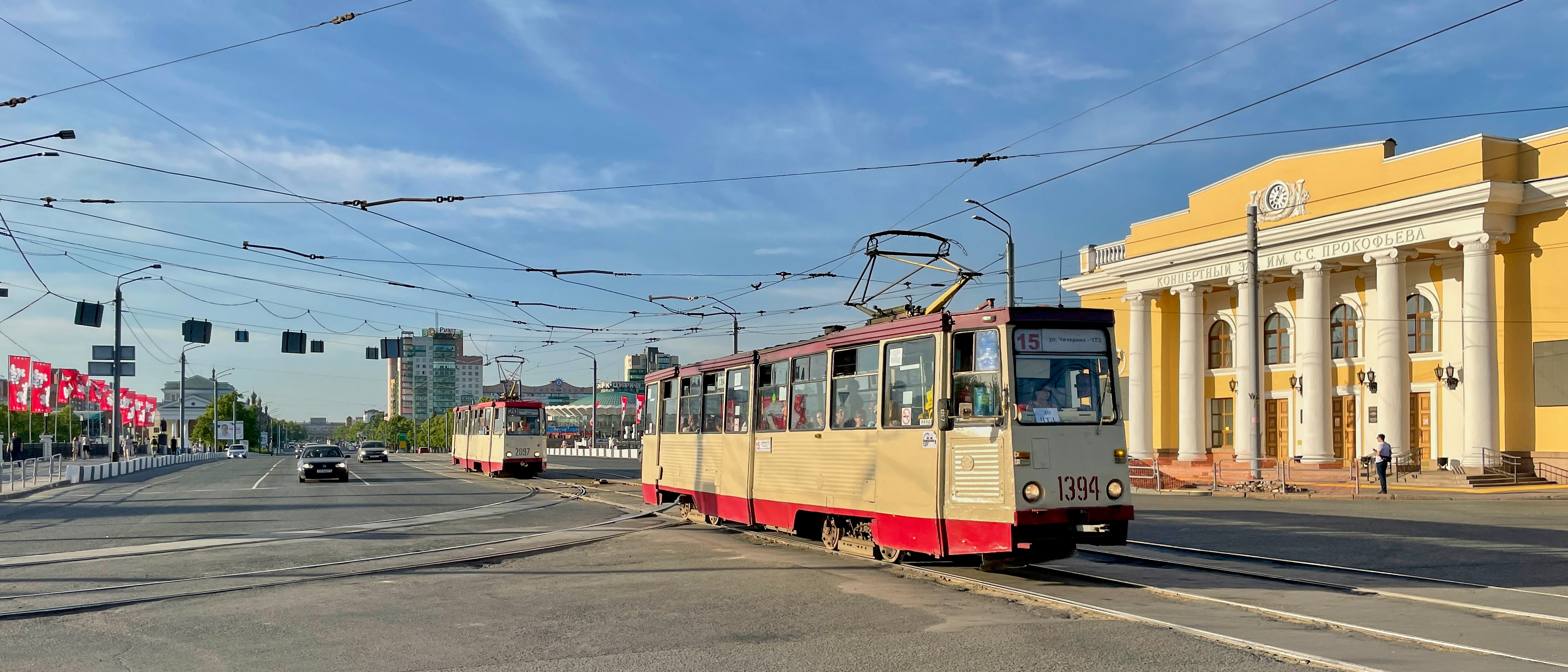